# Mecsek-Cup
Das Straßenradrennen Mecsek-Cup (ungarisch Mecsek Kupa) war ein internationaler Wettbewerb im Radsport in Ungarn, der als Etappenrennen veranstaltet wurde. Das Mecsekgebirge gab dem Rennen den Namen.

## Geschichte
Die Rundfahrt führte über 5 bis 6 Etappen rund um das Mecsekgebirge im Süden Ungarns. Im Zentrum der Rundfahrt stand die Stadt Pécs. In den 1980er Jahren erhielt das Rennen den Namen Magév-Mecsek Kupa. Das Rennen hatte 33 Austragungen.
Die erste Austragung fand 1960 statt. Nachdem die Ungarn-Rundfahrt von 1966 bis 1992 nicht mehr ausgetragen wurde, war der Mecsek-Cup das bedeutendste internationale Etappenrennen in Ungarn. 1992 war die letzte Austragung des Rennens.
In der Regel waren ungarische und internationale Vereinsmannschaften am Start. In einigen Jahren starteten auch ausländische Nationalmannschaften der Amateure sowie ungarische Vereinsmannschaften. Für die ungarischen Fahrer war die Rundfahrt ein Qualifikationsrennen für die Straßenradsport-Weltmeisterschaften.
- 1960  Antal Megyerdi
- 1961  Kurt Müller[3]
- 1962  Antal Megyerdi[4]
- 1963  György Balaskó
- 1964  Claudio Michelotto
- 1965  Antal Megyerdi
- 1966  György Balaskó
- 1967  Axel Peschel
- 1968  Dieter Grabe
- 1969  András Takács
- 1970  András Takács
- 1971  András Takács
- 1972  József Peterman[5]
- 1973  Imre Géra[6]
- 1974  András Takács[7]
- 1975  Peter Lantzsch
- 1976  Nikolai Lasarenko
- 1977  András Takács
- 1978  Lutz Lötzsch
- 1979  Zoltán Halász
- 1980  Lutz Lötzsch
- 1981  Lutz Lötzsch
- 1982  Peter Scheibner
- 1983  Holger Müller
- 1984  Wladimir Baranoski
- 1985  Jens Heppner
- 1986  Holger Müller
- 1987  Holger Müller
- 1988  Kurt Konrád
- 1989  Jens Heppner
- 1990  Kurt Konrád
- 1991  Nicolas Aubier
- 1992  Otakar Knis